# Liste der Bodendenkmäler in Bornheim (Rheinland)
Die Liste der Bodendenkmäler in Bornheim (Rheinland) enthält die denkmalgeschützten unterirdischen baulichen Anlagen, Reste oberirdischer baulicher Anlagen, Zeugnisse tierischen und pflanzlichen Lebens und paläontologischen Reste auf dem Gebiet der Stadt Bornheim (Rheinland) im Rhein-Sieg-Kreis in Nordrhein-Westfalen (Stand: Juli 2018). Diese Bodendenkmäler sind in Teil B der Denkmalliste der Stadt Bornheim (Rheinland) eingetragen; Grundlage für die Aufnahme ist das Denkmalschutzgesetz Nordrhein-Westfalen (DSchG NRW).
| Bild                 | Bezeichnung                                                 | Lage                                  | Beschreibung | Bauzeit       | Eingetragen seit | Denkmal- nummer |
| -------------------- | ----------------------------------------------------------- | ------------------------------------- | ------------ | ------------- | ---------------- | --------------- |
|                      | Villa Rustica                                               | Bornheim Kallenberg                   |              |               |                  | 8               |
|                      | Villa Rustica „Botzdorf“                                    | Bornheim Walbottstraße                |              | eisenzeitlich |                  | 14              |
|                      | Gräberfeld „Bornheimer Mühle“                               | Bornheim Hohlenberg                   |              |               |                  | 17              |
|                      | Römische Siedlung und Backanlage, mittelalterliches Kloster | Brenig Ploon/Dorfplatz                |              |               |                  | 13              |
|                      | Dersdorfer Burg                                             | Dersdorf Dürerstraße                  |              |               |                  | 9               |
|                      | Bayerhof                                                    | Hersel Bayerstraße                    |              |               |                  | 1               |
|                      | Römisches Landgut                                           | Merten Josefine-von-Boeselager-Straße |              |               |                  | 16              |
|                      | Am Tümpel                                                   | Rösberg Feldlage                      |              |               |                  | 2               |
|                      | Römische Trümmerstelle                                      | Sechtem Feldlage                      |              |               |                  | 7               |
|                      | Römisches Landgut „Am weißen Stein“                         | Uedorf Feldlage                       |              |               |                  | 18              |
|                      | Grabhügelgruppe                                             | Walberberg Waldlage                   |              |               |                  | 3               |
| Ringwall „Alte Burg“ | Ringwall „Alte Burg“                                        | Walberberg Waldlage Karte             |              |               |                  | 4               |
| weitere Bilder       | Römische Wasserleitung                                      | Walberberg Hauptstraße                |              |               |                  | 5               |
|                      | Römische Wasserleitung (Erweiterung)                        | Walberberg Hauptstraße                |              |               |                  | 6               |
|                      | Mittelalterlicher Töpfereibezirk                            | Walberberg Buschgasse                 |              |               |                  | 12              |
|                      | Siedlung, Landgut                                           | Walberberg Franz-von-Kempis-Weg       |              |               |                  | 15              |